# Prix Niépce Gens d'images
Pour les articles homonymes, voir Niépce (homonymie).
Le prix Niépce Gens d'images est un prix annuel de photographie, décerné depuis 1955 par l'association Gens d'images.

## Historique
Le prix Niépce Gens d'images « récompense chaque année l’œuvre d’un ou une photographe professionnel résidant en France depuis plus de trois ans, et âgé de moins de 50 ans au plus au 1er janvier de l’année au titre de laquelle il concourt ».
Il est soutenu par le ministère de la Culture et par la Bibliothèque nationale de France, partenaire institutionnel historique qui accueille les délibérations et la proclamation du prix.
De 2011 à 2015, il est financièrement doté par la société cinématographique MK2 dirigée par Marin Karmitz. Depuis 2016, il est doté par la Picto Foundation, le fonds de dotation des laboratoires Picto qui récompense le lauréat, conçoit et produit avec The Eyes Publishing un livre d’artiste. Depuis 2019, il bénéficie également du mécenat de l’ADAGP, Société des auteurs dans les arts graphiques et plastiques.

## Jury
En 1962, il était composé de 26 membres et comprenait notamment Janine Niepce, Jean-Marie Baufle, Pierre Gassmann, Pierre Ichac, Guy Knoché, Jacques-Henri Lartigue, Emmanuel Sougez, Jean Adhémar, Claude Bellanger, Louis Merlin, Marius Péraudeau, Albert Plécy, Raymond Savignac et Maximilien Vox.
Le jury du prix 2020, présidé par Héloïse Conésa, conservatrice pour la photographie contemporaine au département des Estampes et de la photographie de la BnF était composé de Quentin Bajac, directeur du Jeu de Paume ; Benoit Baume, directeur de la rédaction de la revue Fisheye ; Thierry Bigaignon, galeriste ; Nathalie Bocher-Lenoir, présidente de Gens d’images, déléguée du Prix Niépce ; Françoise Bornstein, galériste, Sit Down, Paris ; Raphaël Dallaporta, photographe, lauréat 2019 du Prix Niépce ; Andreina De Bei, rédactrice en chef adjointe et directrice photo Sciences et Avenir ; Marion Hislen, déléguée à la photographie au ministère de la Culture ; Brigitte Patient, journaliste.

## Dotation du prix
Le prix Niépce Gens d'images 2024 est récompensé par :
- une dotation de 15 000 € par l’ADAGP et PICTO Foundation ;
- un Atelier Gens d’images : conférence organisée à Paris le 19 juin 2024, dans l’auditorium de l’ADAGP, pour présenter son travail ;
- une exposition à la Bibliothèque nationale de France François Mitterrand, de décembre 2024 à février 2025, et d'une exposition au Jeu de Paume Tours durant l'été 2025, soutenues par le ministère de la Culture ;
- une exposition de janvier à mars 2026, sous droits d’auteur de 2 000 €, organisée par la Galerie Dityvon - Université d’Angers ;

## Expositions patrimoniales
En 1990, le musée d'art contemporain de Dunkerque a présenté une exposition rétrospective des prix Niépce de 1955 à 1990.
Dans le cadre du « Mois de la Photo » 2010, la galerie du Montparnasse (1955-1982) et le musée du Montparnasse (1983-2010) ont présenté l'exposition 55 ans de photographie à travers le Prix Niépce 1955-2010.

## Liste des lauréats
- 1955 : Jean Dieuzaide
- 1956 : Robert Doisneau
- 1957 : Denis Brihat
- 1958 : René Basset
- 1959 : Jeanloup Sieff
- 1960 : Léon Herschtritt
- 1961 : Jean-Dominique Lajoux
- 1962 : Jean-Louis Swiners
- 1963 : Jean Suquet
- 1964 : Jean Garet
- 1965 : Thierry Davoust
- 1966 : Marc Garanger
- 1967 : Pierre et Dorine Berdoy
- 1968 : Claude Sauvageot
- 1969 : Jean-Pierre Ducatez
- 1970 : Serge Chirol et Claude-Raimond Dityvon
- 1971 : Jean-Luc Tartarin
- 1972 : Pierre Le Gall et Guillaume Lieury[2]
- 1973 : Albert Visage
- 1974 : Pierre Michaud
- 1975 : Jean-Louis Nou
- 1976 : Eddie Kuligowski, Claude Nuridsany et Marie Pérennou
- 1977 : Roland Laboye
- 1978 : Alain Chartier
- 1979 : Françoise Saur
- 1980 : Gilles Kervella
- 1981 : Frédéric Brenner et Jacques Bondon
- 1982 : pas de lauréat
- 1983 : Pascal Dolémieux
- 1984 : Thierry Girard
- 1985 : Hervé Rabot
- 1986 : Jean-Marc Zaorski
- 1987 : Agnès Bonnot
- 1988 : Keiichi Tahara
- 1989 : Gladys et Patrick Zachmann[3]
- 1990 : Hugues de Wurstemberger
- 1991 : Jean-Louis Courtinat
- 1992 : Luc Choquer
- 1993 : Jean-Claude Coutausse
- 1994 : Xavier Lambours
- 1995 : Marie-Paule Nègre
- 1996 : Lise Sarfati
- 1997 : Patrick Tosani
- 1998 : Florence Chevallier
- 1999 : Philippe Bazin
- 2000 : Klavdij Sluban
- 2001 : Antoine d'Agata
- 2002 : Luc Delahaye
- 2003 : Stéphane Couturier
- 2004 : Claudine Doury
- 2005 : Elina Brotherus
- 2006 : Yuki Onodera[4].
- 2007 : Bertrand Meunier
- 2008 : Jürgen Nefzger
- 2009 : Stéphanie Lacombe
- 2010 : Jean-Christian Bourcart
- 2011 : Guillaume Herbaut[5]
- 2012 : Denis Darzacq
- 2013 : Valérie Jouve[6],[7]
- 2014 : Mathieu Pernot[8]
- 2015 : Laurent Millet
- 2016 : Laurence Leblanc[9]
- 2017 : Olivier Culmann[10]
- 2018 : Stéphane Lavoué[11].
- 2019 : Raphaël Dallaporta[12]
- 2020 : Marina Gadonneix[13]
- 2021 : Grégoire Eloy[14].
- 2022 : Julien Magre[15]
- 2023 : Juliette Agnel[16],[17].
- 2024 : Anne-Lise Broyer
- 2025 : Ed Alcock [18]